# Piercing trans-scrotale

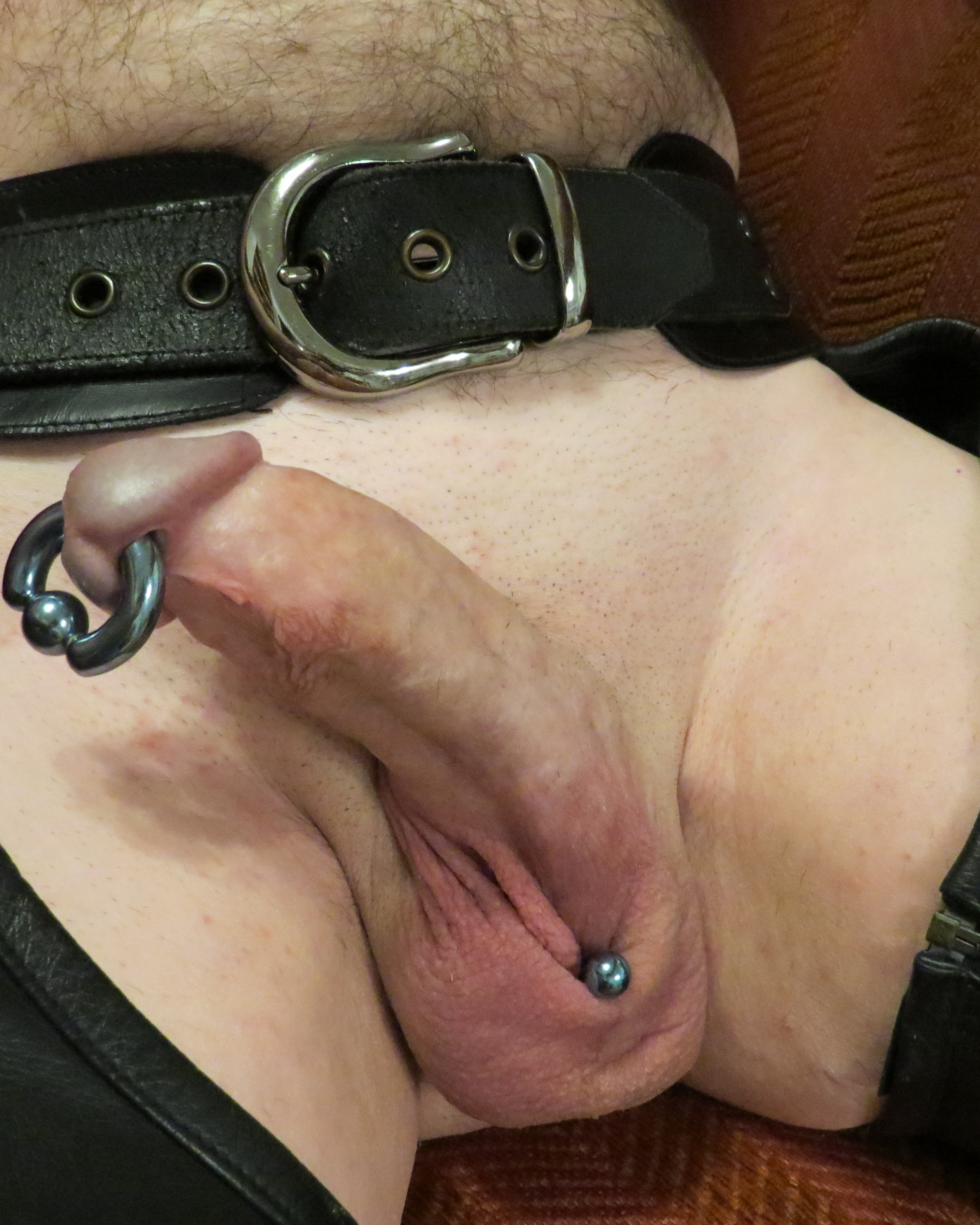
In questa fotografia sono ritratti un piercing genitale di tipo Prince Albert e un piercing trans-scrotale in cui la barbell, di cui è mostrata solo la parte frontale, passa al di sopra dei testicoli.

Il piercing trans-scrotale è un tipo di piercing genitale maschile applicato allo scroto, in cui il piercing attraversa quest'ultimo da una parte all'altra. Si tratta di un piercing la cui applicazione è considerata ad alto rischio settico, per questo è quindi necessario che ad effettuare il piercing sia un operatore sanitario.

## Storia e cultura
Il piercing trans-scrotale ha avuto origine alla fine del XX secolo ed è quindi frutto della contemporanea cultura della modificazione corporea. Si tratta di una tecnica generalmente considerata "estrema" e praticata spesso da coloro i quali si identificano come "primitivi moderni", i quali spesso utilizzano anche altre pratiche estreme inerenti sia gli organi genitali, come la subincisione del pene, sia altri organi, come la biforcazione della lingua. Così come altre modifiche degli organi genitali, anche questo tipo di piercing viene spesso effettuato in situazioni tutt'altro che ideali da operatori dilettanti come parte della cock and ball torture (CBT), ossia l'attività sessuale consistente nella tortura dei genitali maschili, e di altre attività legate alle pratiche BDSM.
Talvolta ci si riferisce al piercing trans-scrotale chiamandolo "scrunnel", dalla crasi di "scroto" e "tunnel".

## Applicazione e guarigione
L'applicazione di un piercing trans-scrotale, data la sua natura particolarmente difficoltosa e rischiosa, non viene professionalmente effettuata utilizzando un ago, bensì un bisturi o, più raramente, un punzone dermico. Tramite il bisturi si effettua un'incisione sul davanti e sul retro dello scroto, che di solito viene clampato, suturando poi i lembi delle due incisioni in modo da creare una fistola completa. Al fine di garantire una guarigione completa ed efficace, è importante che, nella fase di sutura, dei diversi strati di tessuto che compongono la parete scrotale (cute, dartos, muscolo cremastere e tunica vaginale), siano cuciti assieme solo quelli cutanei.
Nella maggior parte dei casi, coloro i quali si sottopongono a questa pratica desiderano, per un motivo puramente estetico, che il piercing trans-scrotale passi al di sopra dei testicoli e non al di sotto o fra di essi; per rendere più facile tale posizionamento è però consigliabile effettuare uno stiramento dello scroto per un certo periodo di tempo prima di effettuare il piercing.
Dopo la creazione della fistola, in essa viene inserito un piercing, generalmente una barbell in acciaio ma sono usate anche barbell in teflon o tygon, avente diametro solitamente compreso tra i 15 e i 20 mm. Una volta che la guarigione è avvenuta, tale diametro può essere aumentato piuttosto velocemente e il gioiello indossato può essere sostituito con anelli con perlina o dilatatori di vario tipo.

## Pericoli per la salute
I principali rischi per la salute si hanno durante l'applicazione del piercing e durante il processo di guarigione. La mancata adozione di un'adeguata igiene durante il processo di applicazione può infatti portare al rischio di contrarre malattie trasmissibili per via ematica, mentre tale mancanza durante il processo di guarigione può portare all'insorgere di infezioni.